# قطعنامه ۱۹۴۴ شورای امنیت
قطعنامه  ۱۹۴۴ شورای امنیت سازمان ملل متحد که در تاریخ ۱۴ اکتبر ۲۰۱۰ تصویب شد، سندی بین‌المللی دربارهٔ بررسی وضعیت در هائیتی است. این قطعنامه طی نشست ۶۳۹۹ام با ۱۵ رای موافق، ۰ مخالف و ۰ ممتنع تصویب شد.